# نومی
ورونیکا اسکوپلیتی (به انگلیسی: Veronica Scopelliti) متولد ۲۵ ژانویه ۱۹۸۲، خواننده ایتالیایی و کارگردانی موسیقی، در رم به‌دنیا آمد که بیشتر با نام «نومی» شناخته می‌شود.